# Административное деление Азербайджана

Административно-территориальное деление Азербайджана

Административно территория Азербайджана делится на 11 городов республиканского подчинения (азерб. şəhərlər) и 64 района (азерб. rayonlar),  из числа которых 7 районов и 1 город республиканского подчинения образуют эксклав со статусом автономной республики (азерб. muxtar respublika) — Нахичеванскую Автономную Республику, 6 городов (азерб. şəhərlər) не являющихся райцентрами или городами республиканского подчинения, 190 поселковых территориальных округов (азерб. qəsəbə ərazi dairələri), 262 поселка (азерб. şəhərlər qəsəbələr), 40 участковых территориальных округов (азерб. sahə ərazi dairələri), 1724 сельских территориальных округа (азерб. kənd ərazi dairələri) и 4244 села (азерб. kəndlər).
Города республиканского значения образуют территориальные единицы, которые делятся на участковые административно-территориальные округа; кроме того, при наличии других населенных пунктов в составе территориальной единицы города республиканского значения, они образуют в ее составе городские, поселковые или сельские административно-территориальные округа. Районы делятся на административно-территориальные округа (городские, поселковые и сельские). Всего в Азербайджане насчитывается 2022 административно-территориальных округа. Город республиканского подчинения Баку разделен на 12 районов (Ясамальский, Сабаильский, Сабунчинский, Сураханский, Насиминский, Наримановский, Хатаинский, Хазарский, Бинагадинский, Гарадагский и Пираллахинский).
Часть территории Азербайджана (эксклавы Кярки, Бархударлы-Софулу, Юхары-Аскипара) контролируются Арменией. Азербайджан контролирует часть территории Армении (анклав Арцвашен).

## Районы и города республиканского подчинения Азербайджана
| №    | Название района                                                                                                  | на азербайджанском | Административный центр | на азербайджанском | Площадь км² | Население (2020) |
| ---- | --- | ------------------ | ---------------------- | ------------------ | ----------- | ---------------- |
| 1    | Агдамский район                                                                                                  | Ağdam rayonu       | Агдам                  | Ağdam şəhəri       | 1150        | 204 000          |
| 2    | Агдашский район                                                                                                  | Ağdaş rayonu       | Агдаш                  | Ağdaş şəhəri       | 1020        | 111 100          |
| 3    | Агдеринский район                                                                                                | Ağdərə rayonu      | Агдере                 | Ağdərə şəhəri      |             |                  |
| 4    | Агджабединский район                                                                                             | Ağcabədi rayonu    | Агджабеди              | Ağcabədi şəhəri    | 1760        | 136 800          |
| 5    | Агстафинский район                                                                                               | Ağstafa rayonu     | Агстафа                | Aqstafa şəhəri     | 1504        | 88 500           |
| 6    | Аджигабульский район                                                                                             | Hacıqabul rayonu   | Аджикабул              | Hacıbaqul şəhəri   | 1600        | 76 600           |
| 7    | Апшеронский район                                                                                                | Abşeron rayonu     | Хырдалан               | Xırdalan şəhəri    | 1966,1      | 214 100          |
| 8    | Астаринский район                                                                                                | Astara rayonu      | Астара                 | Astara şəhəri      | 620         | 109 700          |
| 9    | Ахсуйский район                                                                                                  | Ağsu rayonu        | Ахсу                   | Axsu şəhəri        | 1020        | 81 000           |
| (1)  | город Баку | Bakı şəhəri        |                        |                    | 2140        | 2 293 100        |
| 10   | Балакенский район                                                                                                | Balakən rayonu     | Балакен (Белоканы)     | Balakən şəhəri     | 940         | 99 100           |
| 11   | Бардинский район                                                                                                 | Bərdə rayonu       | Барда                  | Bərdə şəhəri       | 950         | 157 500          |
| 12   | Бейлаганский район                                                                                               | Beyləqan rayonu    | Бейлаган               | Beyləqan şəhəri    | 1131        | 99 500           |
| 13   | Билясуварский район                                                                                              | Biləsuvar rayonu   | Билясувар              | Biləsuvar şəhəri   | 1358        | 105 100          |
| 14   | Габалинский район                                                                                                | Qəbələ rayonu      | Габала                 | Qəbələ şəhəri      | 1548        | 107 800          |
| 15   | Газахский район                                                                                                  | Qazaxı rayonu      | Газах (Казах)          | Qazax şəhəri       | 698         | 98 400           |
| 16   | Гахский район | Qax rayonu         | Гах (Кахи)             | Qax şəhəri         | 1494        | 57 200           |
| 17   | Гёйчайский район                                                                                                 | Göyçay rayonu      | Гёйчай (Геокчай)       | Göyçay şəhəri      | 736         | 121 700          |
| 18   | Геранбойский район                                                                                               | Goranboy rayonu    | Геранбой               | Goranboy şəhəri    | 1700        | 105 000          |
| 19   | Гёйгёльский район                                                                                                | Göygöl rayonu      | Гёйгёль                | Qöygöl şəhəri      | 920         | 64 600           |
| 20   | Гобустанский район                                                                                               | Qobustan rayonu    | Гобустан               | Qobustan şəhəri    | 1369,4      | 47 400           |
| 21   | Губадлинский район                                                                                               | Qubadlı rayonu     | Губадлы (Кубатлы)      | Qubadlı şəhəri     | 802         | 41 600           |
| 22   | Губинский район                                                                                                  | Quba rayonu        | Губа (Куба)            | Quba şəhəri        | 2610        | 173 400          |
| 23   | Гусарский район                                                                                                  | Qusar rayonu       | Гусар (Кусары)         | Qusar şəhəri       | 1500        | 99 000           |
| (2)  | город Гянджа | Gəncə şəhəri       |                        |                    | 110         | 335 600          |
| 24   | Дашкесанский район                                                                                               | Daşkəsən rayonu    | Дашкесан               | Daşkəsən şəhəri    | 1046,97     | 35 400           |
| 25   | Джалилабадский район                                                                                             | Cəlilabad rayonu   | Джалилабад             | Cəlilabad şəhəri   | 1441        | 225 300          |
| 26   | Джебраильский район                                                                                              | Cəbrayıl rayonu    | Джебраил               | Cəbrayıl şəhəri    | 1050        | 81 700           |
|      | Евлахский район (не числится в перечне Госкомстата как отдельный район, а территория передана городу Евлах)      | Yevlax rayonu      | Евлах                  |                    | 1470        | 129 700          |
| (3)  | город Евлах | Yevlax şəhəri      |                        |                    | 95          | 69 800           |
| 27   | Загатальский район                                                                                               | Zaqatala rayonu    | Загатала (Закаталы)    | Zaqatala şəhəri    | 1348        | 129 800          |
| 28   | Зангеланский район                                                                                               | Zəngilan rayonu    | Зангелан               | Zəngilan şəhəri    | 707         | 45 200           |
| 29   | Зердабский район                                                                                                 | Zərdab rayonu      | Зердаб                 | Zərdab şəhəri      | 856         | 59 300           |
| 30   | Имишлинский район                                                                                                | İmişli rayonu      | Имишли                 | İmişli şəhəri      | 1890        | 131 400          |
| 31   | Исмаиллинский район                                                                                              | İsmayıllı rayonu   | Исмаиллы               | İsmayıllı şəhəri   | 2074        | 87 400           |
| 32   | Кедабекский район                                                                                                | Gədəbəy rayonu     | Кедабек                | Gədəbəy şəhəri     | 1229        | 109 900          |
| 33   | Кельбаджарский район                                                                                             | Kəlbəcər rayonu    | Кельбаджар             | Kəlbəcər şəhəri    | 3050        | 94 100           |
| 34   | Кюрдамирский район                                                                                               | Kürdəmir rayonu    | Кюрдамир               | Kürdəmir şəhəri    | 1631,5      | 117 900          |
| 35   | Лачинский район                                                                                                  | Laçın rayonu       | Лачын                  | Laçın şəhəri       | 1835        | 78 600           |
|      | Ленкоранский район не числится в перечне Госкомстата как отдельный район, а территория передана городу Лекорань) | Lənkəran rayonu    | Ленкорань              |                    | 1539        | 230 200          |
| (4)  | город Ленкорань                                                                                                  | Lənkəran şəhəri    |                        |                    | 70          | 52 952           |
| 36   | Лерикский район                                                                                                  | Lerik rayonu       | Лерик                  | Lerik şəhəri       | 1084        | 85 800           |
| 37   | Масаллинский район                                                                                               | Masallı rayonu     | Масаллы                | Masallı şəhəri     | 721         | 227 700          |
| (5)  | город Мингечевир                                                                                                 | Mingəçevir şəhəri  |                        |                    | 140         | 106 100          |
| (6)  | город Нафталан                                                                                                   | Naftalan şəhəri    |                        |                    | 40          | 10 200           |
| 38   | Нефтечалинский район                                                                                             | Neftçala rayonu    | Нефтечала              | Neftçala şəhəri    | 1451,7      | 88 900           |
| 39   | Огузский район                                                                                                   | Oğuz rayonu        | Огуз                   | Oğuz şəhəri        | 1080        | 44 700           |
| 40   | Саатлинский район                                                                                                | Saatlı rayonu      | Саатлы                 | Saatlı şəhəri      | 1180,4      | 109 100          |
| 41   | Сабирабадский район                                                                                              | Sabirabad rayonu   | Сабирабад              | Sabirabad şəhəri   | 1469,35     | 178 800          |
| 42   | Сальянский район                                                                                                 | Salyan rayonu      | Сальян (Сальяны)       | Səlyan şəhəri      | 1600        | 139 900          |
| 43   | Самухский район                                                                                                  | Samux rayonu       | Самух                  | Samux şəhəri       | 1455        | 58 800           |
| 44   | Сиазаньский район                                                                                                | Siyəzən rayonu     | Сиазань                | Siyəzən şəhəri     | 700         | 42 600           |
| (7)  | город Сумгаит | Sumqayıt şəhəri    |                        |                    | 90          | 345 300          |
| 45   | Товузский район                                                                                                  | Tovuz rayonu       | Товуз                  | Tovuz şəhəri       | 1942        | 177 200          |
| 46   | Тертерский район                                                                                                 | Tərtər rayonu      | Тертер                 | Tərtər şəhəri      | 960         | 104 700          |
| 47   | Уджарский район                                                                                                  | Ucar rayonu        | Уджар (Уджары)         | Ucar şəhəri        | 830         | 89 500           |
| 48   | Физулинский район                                                                                                | Füzuli rayonu      | Физули                 | Füzuli şəhəri      | 1386        | 133 800          |
| (8)  | город Ханкенди                                                                                                   | Xankəndi şəhəri    |                        |                    | 29,1        | 55 200           |
| 49   | Хачмазский район                                                                                                 | Xaçmaz rayonu      | Хачмаз                 | Xaçmaz şəhəri      | 1063        | 179 800          |
| 50   | Ходжавендский район                                                                                              | Xocavənd rayonu    | Ходжавенд              | Xocavənd şəhəri    | 1458        | 44 100           |
| 51   | Ходжалинский район                                                                                               | Xocalı rayonu      | Ходжалы                | Xocalı şəhəri      | 970         | 28 800           |
| 52   | Хызинский район                                                                                                  | Xızı rayonu        | Хызы                   | Xızı şəhəri        | 1670        | 17 100           |
| 53   | Шабранский район                                                                                                 | Şabran rayonu      | Шабран                 | Şabran şəhəri      | 1090        | 59 900           |
| 54   | Шамкирский район                                                                                                 | Şəmkir rayonu      | Шамкир                 | Şəmkir şəhəri      | 1660        | 219 500          |
|      | Шекинский район не числится в перечне Госкомстата как отдельный район, а территория передана городу Шеки)        | Şəki rayonu        | Шеки                   |                    | 2432,75     | 188 100          |
| (9)  | город Шеки | Şəki şəhəri        |                        |                    | 9           | 68 900           |
| 55   | Шемахинский район                                                                                                | Şamaxı rayonu      | Шемахы (Шемаха)        | Şamaxı şəhəri      | 1670        | 106 400          |
| (10) | город Ширван | Şirvan şəhəri      |                        |                    | 72,7        | 87 400           |
| 56   | Шушинский район                                                                                                  | Şuşa rayonu        | Шуша                   | Şuşa şəhəri        | 310         | 33 700           |
| 57   | Ярдымлинский район                                                                                               | Yardımlı rayonu    | Ярдымлы                | Yardımlı şəhəri    | 667         | 68 000           |

#### Нахичеванская Автономная Республика
| 1. Бабекский 2. Джульфинский 3. Кенгерлинский 4. Нахичевань | 5. Ордубадский 6. Садаракский 7. Шахбузский 8. Шарурский |

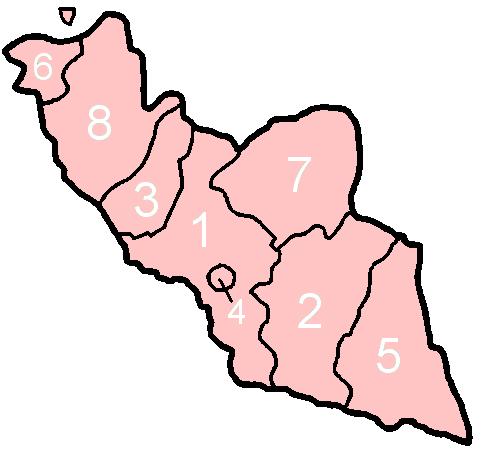
Районы Нахичеванской Автономной Республики
Районы и город республиканского подчинения Нахичеванской Автономной Республики

Нахичеванская Автономная Республика включает в себя 7 районов и 1 город республиканского значения:
| № на карте | Название района       | на азербайджанском | Административный центр | Площадь км² | Население (2020) |
| ---------- | --------------------- | ------------------ | ---------------------- | ----------- | ---------------- |
| 1          | Бабекский район       | Babək rayonu       | Бабек                  | 760         | 76 200           |
| 2          | Джульфинский район    | Culfa rayonu       | Джульфа                | 1000        | 47 000           |
| 3          | Кенгерлинский район   | Kəngərli rayonu    | Гывраг                 | 682         | 32 700           |
| 4          | Нахичевань (Нахчыван) | Naxçıvan           |                        | 190         | 94 500           |
| 5          | Ордубадский район     | Ordubad rayonu     | Ордубад                | 980         | 50 200           |
| 6          | Садаракский район     | Sədərək rayonu     | Садарак                | 160         | 16 100           |
| 7          | Шахбузский район      | Şahbuz rayonu      | Шахбуз                 | 840         | 25 300           |
| 8          | Шарурский район       | Şərur rayonu       | Шарур                  | 870         | 117 600          |

#### Города не являющиеся райцентрами или городами республиканского подчинения
| № | Название района | на азербайджанском | Название административной единицы, в подчинении которого находится | на азербайджанском |
| - | --------------- | ------------------ | ------------------------------------------------------------------ | ------------------ |
| 1 | Гёйтепе         | Göytəpə            | Джалилабадский район                                               | Cəlilabad rayonu   |
| 2 | Лиман           | Liman              | город Ленкорань                                                    | Lənkəran şəhəri    |
| 3 | Худат           | Xudat              | Хачмазский район                                                   | Xaçmaz rayonu      |
| 4 | Горадиз         | Horadiz            | Физулинский район                                                  | Füzuli rayonu      |
| 5 | Далимамедли     | Dəliməmmədli       | Геранбойский район                                                 | Goranboy rayonu    |
| 6 | Говлар          | Qovlar             | Товузский район                                                    | Tovuz rayonu       |

## История

### 1921—1930 годы
В 1921 году Азербайджанская ССР делилась на 17 уездов: Агдашский, Бакинский, Геокчайский, Гянджинский, Джебраильско-Карягинский, Закатальский, Зангезурский (в том же году отошёл к Армянской ССР), Казахский, Кубатлинский, Кубинский, Ленкоранский, Сальянский, Товузский, Шамхорский, Шекинский (Нухинский), Шемахинский и Шушинский.
В 1922 году был восстановлен существовавший прежде Джеванширский уезд, а в Нахичеванской области созданы два уезда — Нахичеванский и Шарурский.
В 1923 году в составе Азербайджанской ССР была создана Нагорно-Карабахская АО. Упразднены Джеванширский, Кубатлинский, Шушинский и Товузский уезды; образованы Агдамский и Курдистанский уезды. Упразднено уездное деление в Нахичевани.
В 1924 году Нахичеванская область была преобразована в Нахичеванскую АССР.
В 1926 году были упразднены Агдашский и Шамхорский уезды.
В 1929 году уездная система была упразднена — вместо уездов были созданы округа (Бакинский, Ганджинский, Закатальско-Нухинский, Карабахский, Кубинский, Ленкоранский, Муганский и Ширванский), делившиеся на районы. 25 января 1930 года был образован Курдистанский округ, а Закатальско-Нухинский разделён на Закатальский и Нухинский округа.Однако уже летом 1930 года все округа также были упразднены, а входившие в их состав районы перешли в прямое подчинение Азербайджанской ССР.

### 1931—1962 годы

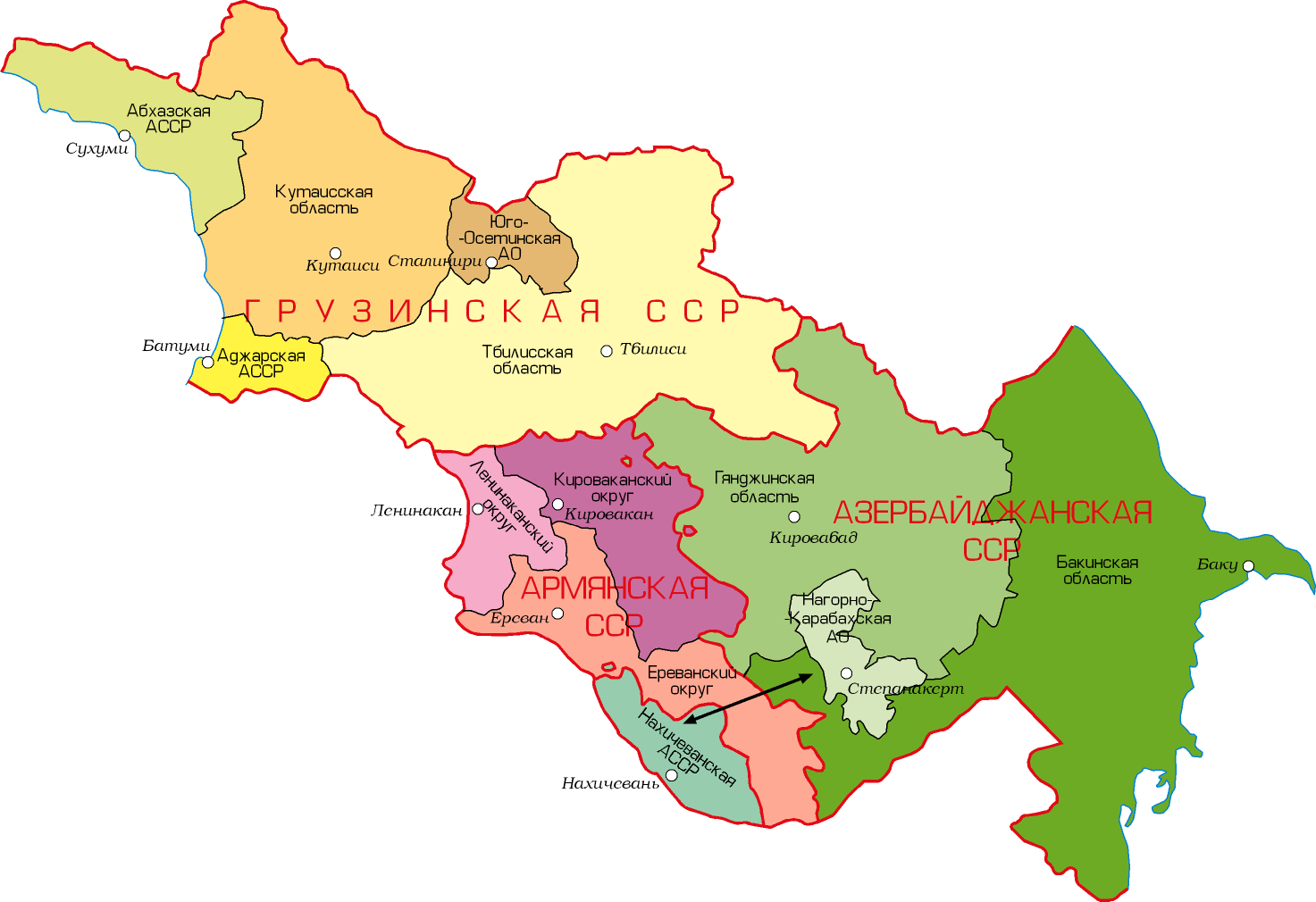
Карта административного устройства Закавказья в 1952—1953 гг

К 1 октября 1931 года административное деление Азербайджанской ССР имело следующий вид:
- районы (52): Агдамский, Агдашский, Агджабединский, Агджакендский, Али-Абадский, Али-Байрамлинский, Астаринский, Астрахан-Базарский, Ахсуинский, Бардинский, Белоканский, Билясуварский, Варташенский,Вергядузский, Гейнюкский, Геокчайский, Гильский, Джафар-Абадский, Джебраильский, Дивичинский, Достафюрский, Закатальский, Зангеланский, Зувандский, Казахский, Карадонлинский, Карамарьянский, Карасуинский, Карягинский, Касум-Исмаиловский, Кахский, Кедабекский, Кельбаджарский, Конах-Кендский, Кубатлинский, Кубинский, Куткашенский, Кюрдамирский, Ленкоранский, Лачинский, Маразинский, Массалинский, Наримановский, Сабир-Абадский, Сальянский, Самухский, Таузский, Тертерский, Хачмасский, Хизинский, Шамхорский, Шемахинский;
- города республиканского подчинения (3): Баку, Гянджа, Нуха;
- Нахичеванская АССР: 6 районов (Абракунисский, Джульфинский, Ленинский, Нахичеванский, Сталинский, Шахбузский) и город Нахичевань;
- АО Нагорного Карабаха: 5 районов (Джафарабатский, Дизакский, Мартунинский, Степанакертский, Шушинский) и город Степанакерт.

К концу 1931 года были упразднены Агджакендский, Али-Абадский Ахсуинский, Гейнюкский, Джафар-Абадский, Карамарьянский, Карасуинский, Кубатлинский, Маразинский и Тертерский районы. Образован Исмаиллинский и Шаумяновский районы.
В 1934 году были восстановлены Кубатлинский и Тертерский районы. В январе 1935 года были образованы Евлахский и Зардобский районы. В том же году город республиканского подчинения Гянджа был переименован в Кировабад.
В середине 1930-х годов Вергядузский район был переименован в Ярдымлинский. Во второй половине 1930-х годов были образованы Джульфинский (в Нахичеванской АССР), Кировабадский (вскоре упразднён) и Нухинский районы, а единственным городом республиканского подчинения остался Баку. В 1938 году Билясуварский район был переименован в Пушкинский, Гильский — в Кусарский, Зувандский — в Лерикский, Карадонлинский — в Имишлинский, Наримановский — в Ханларский.
24 января 1939 года город Кировабад был вновь отнесён к городам республиканского подчинения. Одновременно были образованы новые районы — Акстафинский, Ждановский, Кази-Магомедский, Сафаралиевский, Уджарский и Хиллинский. В том же году Дизакский и Джерабертский районы НКАО были переименованы в Гадрутский и Мардакертский. В начале 1940 года были образованы Нефтечалинский и Сиазаньский районы.
В октябре 1943 года были образованы Маразинский, Халданский и Худатский районы.
В январе 1949 года был упразднён Абракунисский район Нахичеванской АССР. В августе того же года Тертерский район был переименован в Мир-Баширский. В ноябре того же года статус города республиканского подчинения получил Сумгаит.
С 5 апреля 1952 по 23 апреля 1953 года на территории Азербайджанской ССР существовали Бакинская и Гянджинская области.
В январе 1954 года был упразднён Самухский район, а в феврале статус города республиканского подчинения получил Мингечаур.
В 1955 году был упразднён Хиллинский район.
В 1956 году Дастафурский район был переименован в Дашкесанский. В том же году был упразднён Хизинский район. В 1959 году Карягинский район был переименован в Физулинский; были упразднены Акстафинский, Кази-Магомедский, Конахкендский, Маразинский, Нефтечалинский, Сафаралиевский, Сиазанский и Худатский районы.

### 1963—1990 годы
В ходе реформы административно-территориального деления СССР вся территория Азербайджанской ССР была разделена на сельские районы и города республиканского подчинения с подчинённой им территорией. К 4 января 1963 года Азербайджан включал следующие единицы:
- сельские районы (31): Агдамский, Агдашский, Апшеронский, Астрахан-Базарский, Бардинский, Варташенский, Геокчайский, Закатальский, Зангеланский, Имишлинский, Исмаиллинский, Казахский, Касум-Исмаиловский, Кедабекский, Кельбаджарский, Кубинский, Кусарский, Кюрдамирский, Лачинский, Ленкоранский, Лерикский, Массалинский, Сабирабадский, Сальянский, Уджарский, Физулинский, Ханларский, Шамхорский, Шаумяновский, Шемахинский, Ярдымлинский;
- города республиканского подчинения (10): Али-Байрамлы, Баку, Дашкесан, Дивичи, Евлах, Кировабад, Мингечаур, Нефтечала, Нуха, Сумгаит;
- Нахичеванская АССР: 3 района (Джульфинский, Нахичеванский, Норашенский) и город Нахичевань;
- Нагорного-Карабахская АО: 4 районов (Гадрутский, Мардакертский, Мартунинский, Степанакертский) и 2 города — Степанакерт и Шуша[10].

29 мая 1963 года город Ордубад Нахичеванской АССР отнесён к городам республиканского (АССР) подчинения.
26 мая 1964 года Астрахан-Базарский район был переименован в Пушкинский, а Норашенский района Нахичеванской АССР — в Ильичевский район. 17 июня 1964 года были образованы новые сельские районы: Джебраильский, Кахский, Кубатлинский, Куткашенский и Таузский.
6 января 1965 года все сельские районы были преобразованы в «обычные» районы. Одновременно были созданы Агджабединский, Астаринский, Астрахан-Базарский, Ахсуинский, Белоканский, Дашкесанский, Дивичинский, Евлахский, Ждановский, Зардобский, Мир-Баширский, Нухинский, Саатлинский и Хачмасский районы. Города республиканского подчинения Дашкесан, Дивичи и Нефтечала переведены в районное подчинение. В Нахичеванской АССР были образованы Ордубадский и Шахбузский районы, а город Ордубад переведён из республиканского в районное подчинение. В Нагорно-Карабахской АО был образован Шушинский район, а город Шуша переведён из областного в районное подчинение.
В 1960—1970-е годы статус городов республиканского подчинения получили Ленкорань и Нафталан. В июле 1967 года Астраханбазарский район был переименован в Джалилабадский, а в сентябре 1968 года Нухинский район был переименован в Шекинский, а город республиканского подчинения Нуха — в Шеки. В 1973 году был воссоздан Нефтечалинский район. В 1978 году Степанакертский район НКАО был переименован в Аскеранский, а Нахичеванский район Нахичеванской АССР — в Бабекский. В 1980-е годы в Нахичеванской АССР статус городов республиканского (АССР) подчинения получили Джульфа и Ордубад.
В мае 1990 года были образованы Аджикабульский, Акстафинский, Гобустанский, Самухский, Сиазаньский и Хизинский районы. В Нахичеванской АССР преобразованной в том же году в Нахичеванскую автономную республику был образован Садаракский район.

### с 1991 года
В феврале 1991 года Шаумяновский и Касум-Исмаиловский районы были объединены в Геранбойский район.
26 ноября 1991 года Нагорно-Карабахская АО была де-юре упразднена (де-факто она стала непризнанным государством Нагорно-Карабахская Республика), все входившие в её состав районы и города областного подчинения перешли в прямое подчинение Азербайджана. Город Степанакерт был переименован в Ханкенди. Аскеранский, Гадрутский и Мардакертский районы были упразднены. Мартунинский район был переименован в Ходжавендский. На территории бывшего Аскеранского района был образован Ходжалинский район. Территория бывшего Мардакертского района включена в состав соседних Кельбаджарского и Тертерского районов. Территория бывшего Гадрутского района включена в состав соседнего Ходжавендского района.
В 2004 году в Нахичеванской АР был образован Кенгерлинский район.
В 2020 Азербайджан вернул под свой контроль большую часть ранее оккупированных территорий: часть бывшей Нагорно-Карабахской автономной области (включая города Шушу и Гадрут), а также Физулинский, Джебраильский, Зангеланский, Губадлинский, Кельбаджарский (без территорий входивших в состав бывшего Мардакертского района), Агдамский и Лачинский районы.
В 2023 году был восстановлен Агдеринский район.